# Urticicola suberinus
Espèce
Synonymes
Helix suberina Bérenguier, 1882
Statut de conservation UICN

 DD  : Données insuffisantes
La Fausse-veloutée des chênes-lièges (Urticicola suberinus) est une espèce d'escargot de la famille des Hygromiidae.

## Répartition
Cette espèce est endémique du département du Var, plus particulièrement des massifs des Maures et de l'Estérel, ainsi que de l'île de Bagaud, dans le parc national de Port-Cros.

## Menaces et protection
Sa répartition très réduite en fait une espèce vulnérable aux dégradations de son milieu, particulièrement aux incendies. Cependant, sa distribution exacte n'est pas connue, justifiant son statut Données insuffisantes (DD) sur la liste rouge de l'UICN.